# Городской спортивный парк Ариакэ
Городской спортивный парк Ариакэ (яп. 有明アーバンスポーツパーク, Ariake ābansupōtsupāku, англ. Ariake arena) — это спортивное сооружение, расположенное на юге японской столицы Токио (квартале Ариакэ района Кото).
Центр построен к началу Олимпиады 2020. На этом спортивном сооружении прошли соревнования по BMX гонкам, BMX фристайлу и скейтборду. 

## История
Строительные работы на заводе начались в марте 2019 года. 14 мая 2021 года на скейтборде прошли предолимпийские тестовые соревнования.

## Описание
Спортивный парк Ариакэ был построен недалеко от Олимпийской деревни и IBC/MPC (Tokyo Big Sight). В дальнейшем этот объект будет использоваться, как одна из центральных площадок для занятий городским спортом.
На Олимпийских играх вместимость составила 5000 мест для велоспорта (гонки BMX), 6600 мест для велоспорта (BMX фристайл) и 7000 мест для скейтбординга (стрит-парк).
Первоначально планировалось разрушить арену, но после успешного выступления японских спортсменов и по просьбе жителей города, было принято решение к её дальнейшему содержанию.

## Спортивные соревнования
- Велоспорт на Олимпийских играх 2020
- Скейтбординг на Олимпийских играх 2020